# Осциляція Маддена-Джуліана

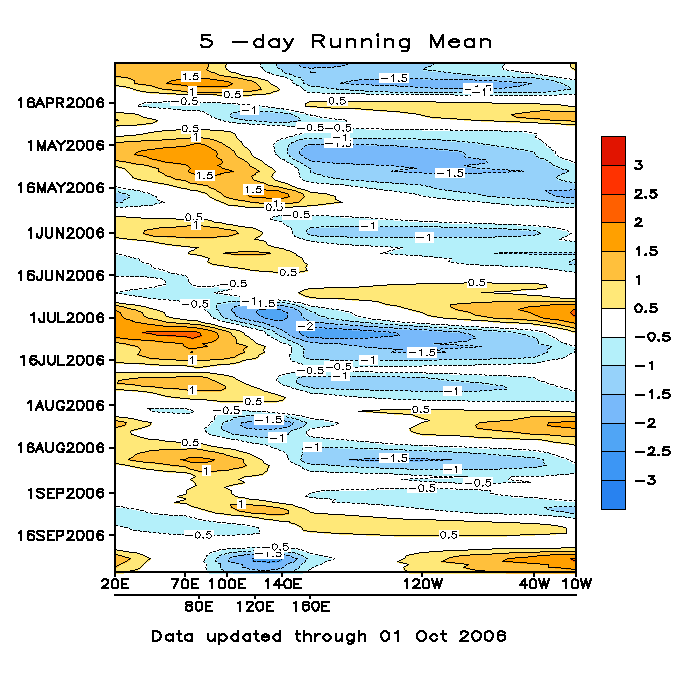
Діаграма випромінювання на довгих хвилях, що демонструє осциляцію Маддена-Джуліана.

Осциляція Маддена-Джуліана (англ. Madden–Julian oscillation, MJO) — коливання властивостей циркуляції тропічної атмосфери з періодом 30-60 днів, що є головним фактором міжсезонної мінливості в атмосфері на цій часовій шкалі. Ці коливання мають вигляд хвилі, що рухається на схід зі швидкістю від 4 до 8 м/с над теплими районами Індійського і Тихого океанів.
Рух хвилі можна побачити за різними проявами, найчіткіше за змінами у кількості опадів. Спочатку зміни проявляються на заході Індійського океану, поступово зсуваються до центральної частини Тихого океану, а потім затухають у міру просування до холодніших східних районів цього океану, але інколи знов виникають із зменшеною амплітудою над тропічними районами Атлантичного океану. При цьому спочатку йде фаза збільшення конвекції та кількості опадів, за якою слідує фаза зменшення кількості опадів.
Явище було виявлене Рональдом Мадденом і Полем Джуліаном в 1994 році.